# Nils Holgersson (animatieserie)
Nils Holgersson (originele titel: ニルスのふしぎな旅, Nirusu no Fushigi na Tabi) is een Japanse animatieserie uit 1980, gebaseerd op het gelijknamige boek van Selma Lagerlöf. De serie is geproduceerd door Studio Pierrot.
Nadat Studio 100 in 2008 het bedrijf EM.Entertainment overnam is Nils Holgersson in België in bezit van Studio 100. De serie is in de Benelux uitgezonden door de VARA, de toenmalige BRT, Kindernet en VTM Kids Jr..

## Verhaal
De serie speelt zich af in Zweden rond een 14-jarige jongen genaamd Nils Holgersson. Nils is een nietsnut die alleen maar kattenkwaad uithaalt en dieren plaagt. Op een dag vangt hij een kabouter (nisse), die hem voor straf zelf in een kabouter verandert. Nils ontvlucht als kabouter de boerderij waar hij woont en reist mee met een groep wilde ganzen onder leiding van de legendarische Akka van Kebnekajse naar Lapland. Onderweg leert hij enkele belangrijke levenslessen.
De serie volgt het verhaal uit het boek redelijk nauwkeurig, met uitzondering van het feit dat de vos Smirre in de serie een grotere rol speelt (hij is gedurende de hele serie de primaire antagonist) en dat Nils in de serie ook gezelschap heeft van een hamster genaamd Kruimel.

## Afleveringen
1. De kabouter
2. De Wilde Ganzen
3. Smirre de Vos
4. De Eekhoorn
5. Kasteel Vittskövle
6. Het Ganzenspel
7. In de Regen
8. Het Huis Glimmigen
9. Het Feest op de Kullaberg
10. Karlskrona
11. De Beek van Ronneby
12. Donsje
13. De Vos en de Schapen
14. De Weerheks
15. De Verdwenen Stad
16. De Schat van Sunnerbo
17. Haspel de Kraai
18. Jarro, de Lokeend
19. Het Takermeer
20. Grauwvel
21. De Rupsenplaag
22. De Hardvochtige Boer
23. De Beren
24. De Student in Uppsala
25. Het Vuur en de Dieren
26. De Zwanen
27. De Oude Kopermijn
28. De Wedstrijd van de Smeden
29. De Boze Zusters
30. Een Grote Teleurstelling
31. Klement, de Muzikant
32. De Adelaar Gorgo
33. Honger
34. Oudejaarsnacht
35. Gorgo op het Reddingspad
36. De Vogels krijgen Ruzie
37. De Droom
38. Åsa en Kleine Mads
39. Voorjaar in Lapland
40. Nilsson de Kleine Gans
41. Philip de Bever
42. Finn-Malin
43. Afscheid van Gorgo
44. De Betoverde Tuin
45. Het Jongetje op de Berghelling
46. De Haringvissers
47. Åsa Thor en de Reuzen
48. Afscheid van Smirre
49. De Wens van de Kabouter
50. De Schat op het Eiland
51. De Thuiskomst
52. Het Afscheid van de Wilde Ganzen

## Nederlandse stemmen
| Personage           | Stem van      |
| ------------------- | ------------- |
| Nils Holgersson     | Trudy Libosan |
| Yksi                | Trudy Libosan |
| Kruimel de hamster  | Maria Lindes  |
| Akka van Kebnekaise | Maria Lindes  |
| Kaksi               | Maria Lindes  |
| Donsje              | Maria Lindes  |
| Moeder van Nils     | Maria Lindes  |
| Maarten             | Henk Uterwijk |
| Kuusi               | Henk Uterwijk |
| Vader van Nils      | Henk Uterwijk |
| Kabouter            | Ger Smit      |
| Viisi               | Ger Smit      |
| Kolme               | Ger Smit      |
| Smirre de vos       | Ger Smit      |
| Bataki de raaf      | Ger Smit      |
| Gorgo de adelaar    | Ger Smit      |

De vertelstem is eveneens van Ger Smit.

## Hernieuwd
In 2017 werd de reeks vernieuwd met CGI-animatie door Studio 100. De reeks wordt sinds 22 december 2018 uitgezonden op VTM en VTM GO.